# Киреев, Родион Владимирович
Родио́н Влади́мирович Кире́ев (укр. Родіон Володимирович Кірєєв; 19 июня 1980, Киев) — судья Печерского районного суда г. Киева. Стал известным благодаря судебному процессу над Юлией Тимошенко.

## Биография
- С 2009 г. по 2011 г. — судья Березанского городского суда Киевской области.
- С 20 апреля 2011 г. — переведён, по указу президента Януковича[1] на должность районного судьи Печерского района г. Киева
- С 24 июня по 11 октября 2011 года вёл судебный процесс против Юлии Тимошенко. Отказался от самоотвода.

## Судебные дела

### Дело девушки, жарившей яичницу на Вечном огне в Киеве
16 декабря 2010 года три девушки провели показательную акцию. В Парке Славы в городе Киеве они приготовили на сковородке яичницу и сосиски над пламенем Вечного огня. Акция была направлена против проблем украинских ветеранов и неверного использования природного газа. Акцию они записали на видео и выложили в Интернет. Анна Синькова была признана виновной — часть 2 статьи 297 (надругательство над могилой, другим местом захоронения или телом умершего по предварительному сговору и с особым цинизмом) Уголовного кодекса Украины. Она была приговорена к трём годам лишения свободы (условно) за то, что надругалась над памятью солдат. Девушка провела три месяца в СИЗО и была освобождена. Остальные две девушки были отпущены.

### Дело Юлии Тимошенко

#### Сомнения в легитимности судьи
Киреев был назначен судьёй Березанского городского суда Киевской области 13.5.2009. А указом президента Януковича (указ № 489 от 20.4.2011) переведён на работу в Печерский райсуд Киева. До перевода в Печерский суд Киреев успел рассмотреть лишь 6 уголовных дел (о краже в супермаркете; о пьяном бытовом хулиганстве; два дела о продаже наркотиков военнослужащими в Березанской колонии № 95 — осуждены условно; и дело о краже чиновником 200 тыс. грн. (25 тыс. дол.) — осужден условно).
Ю. Тимошенко несколько раз заявляла ходатайство об отводе судьи Киреева (эти ходатайства рассматривал сам Киреев и отклонил их). Тимошенко заявила, что Киреев дал условные сроки лицам, совершившим тяжкие преступления: двум военнослужащим, виновным в продаже наркотиков в «Березанской колонии»; и условный срок для чиновника (начальник «Березанского комбината коммунальных предприятий») присвоившего 25 тыс. дол. Тимошенко считала, что такие сомнительные приговоры (особенно относительно продажи наркотиков) привели к тому, что Киреев «на крючке у генпрокуратуры» и будет выполнять «заказ сверху».
6 октября 2011 года, народный депутат Юрий Одарченко (БЮТ) подал иск в ВАСУ (Высший административный суд Украины) на судью Киреева; Одарченко заявил, что имеет документы о том, что перевод Киреева из Березанского райсуда в Печерский суд, происходил поспешно и незаконно — Киреев не сдавал «квалификационный экзамен» (на котором Киреева должна была аттестовать коллегия судей), позволяющих принять участие в конкурсе на место в Печерском суде. «Высшая квалификационная комиссия судей» (ВККС) вообще не объявляла конкурс на должность в Печерском суде. В результате в конкурсе принял участие лишь один Киреев. Также Киреев подал заявление о переводе не в ВККС, а непосредственно президенту Украины.
Но 18 октября 2011 года, ВАСУ сообщил Одарченко, что его иск не принят к рассмотрению, в связи с тем, что срок обжалования составляет лишь 1 месяц со дня назначения судьи. Одарченко заявил о намерении обратиться в «Европейский суд по правам человека», поскольку незаконное назначение Киреева делает нелегитимным суд над Тимошенко.
10 октября 2011 года, «Датский Хельсинкский комитет по правам человека» опубликовал пресс-релиз, в котором заявил, что судья Родион Киреев (который судил Тимошенко) «проработал в должности судьи всего два года и не имеет постоянного назначения… Очень маловероятно, что судья избирался для этого дела по процедуре случайного выбора, как того требует закон, во избежание специального назначения судей, предвзятых или зависимых».
15 октября 2011 года, Венецианская комиссия огласила заключение, что судья Киреев вообще не имел права судить Тимошенко, поскольку (в соответствии с украинским законодательством) имел статус «временного судьи», и должен был ещё 5 лет работать до статуса «постоянного судьи», который только и может судить дела такого уровня.

## Уголовное преследование
7 июля 2014 года МВД Украины объявило в розыск судью Родиона Киреева. Его подозревают в совершении преступления, предусмотренного ч. 2 ст. 375 (Постановление судьей (судьями) заведомо не правосудного приговора, решения, определения или постановления) Уголовного кодекса Украины, по которой ему может грозить до 8 лет лишения свободы. По данным МВД, он исчез из поля зрения киевских правоохранителей 2 июля.
5 февраля 2015 года Верховная Рада Украины дала согласие на арест Родиона Киреева, решение поддержали 297 депутатов. По некоторым данным, он скрывается в Крыму.
5 ноября 2015 года Высший совет юстиции Украины принял решение о внесении представления об увольнении за нарушение присяги Родиона Киреева с должности судьи Печерского районного суда города Киева. 18 января 2016 года указом Президента Украины Петра Порошенко Киреев был уволен. Киреев обжаловал увольнение в Высшем административном суде Украины, 2 марта 2016 года в удовлетворении требований было отказано.
В 2018 году стало известно, что Киреев зарегистрирован как адвокат в реестре адвокатской палаты Москвы.

## Критика

### Положительная
- Председатель Печерского суда Николай Замковенко: «Общение судьи в совещательной комнате с посторонними лицами может послужить поводом для отмены приговора. Но Киреев не настолько глуп, чтобы подпускать к себе кого-либо в эти 10 дней»[18].

### Отрицательная
- Народный депутат, лидер партии «Гражданская позиция» Анатолий Гриценко: «Все прекрасно понимают, что парнишка Киреев — просто ведущий шоу и не принимает самостоятельных решений. Янукович принимает решение, чтобы не дать права Тимошенко участвовать в выборах»[19].
- Бывший генпрокурор Украины Святослав Пискун: «Если так, приговор выносить нельзя. Это должен сказать судья, а не следователи. Киреев на себе замкнул все. Он сейчас в этом деле царь и Бог. Что будет через пару лет — никто не знает. Не важно, молодой или пожилой судья. Он должен быть справедливым»[20].
- Первый заместитель председателя партии «Батькивщина» Александр Турчинов: «Все это дело разрушено, сфальсифицировано от начала до конца. Если Киреева спросить, какой приговор он будет зачитывать завтра, он вам не ответит, потому что он сам не знает»[21]. И добавил: «Какой ему из Администрации президента принесут, такой он и зачитает».
- Бывший президент Украины Леонид Кравчук: «Я знаю одно, что не может Киреев один бросить за решетку любого человека незаконно. Не может, а он это сделал. Есть какое-то право над Киреевым или нет?»[22].
- Депутат от НУ-НС Юрий Кармазин обвинил во лжи прокурора Фролову. В тот же момент, судья Киреев потребовал соблюдать тишину и следовать кодексу суда, на что Кармазин ответил: «Я его писал. Я его знаю. А вы — мальчишка — меня не учите»[23].